# 442 км (зупинний пункт)
442 кіломе́тр — пасажирський залізничний зупинний пункт Рівненської дирекції Львівської залізниці.
Розташований поблизу села Білин, Ковельський район, Волинської області на лінії Сарни — Ковель між станціями Ковель (11 км) та Повурськ (22 км).
Станом на 2025 рік, щодня одна пара приміського поїзда прямує за напрямком Ковель-Пасажирський — Сарни.